# Küchenschabe
Die Bezeichnung Küchenschabe (auch der Kakerlak, die Kakerlake englisch cockroach, spanisch cucaracha) wird für eine Reihe von Arten der Schaben in der Familie der Blattidae verwendet. Diese Arten der Schaben leben überwiegend in menschlichen Behausungen und werden dort als Vorratsschädlinge betrachtet.
Dies bezieht sich insbesondere auf:
- die Deutsche Schabe (Blattella germanica)
- die Gemeine Küchenschabe, Orientalische Schabe, Kakerlak i. e. S. (Blatta orientalis, Bäckerschabe)
- die Amerikanische Großschabe (Periplaneta americana)

Daneben gibt es einige in Europa weniger häufige Arten, die ebenfalls so genannt werden, und einige ähnlich aussehende Schaben, die sich nur vereinzelt in Gebäude verirren.

## Lebensweise und Unterscheidung
In den gemäßigten Breiten sind sie Neozoen, die aus wärmeren Regionen eingeschleppt wurden und daher als Kulturfolger in menschlichen Behausungen leben (Eusynanthropie). Alle Küchenschaben leben versteckt, sind vorwiegend dunkelheitsaktiv und meiden Licht. Da Schaben vergleichsweise sozial in großen Gruppen leben, ist ein Schabenbefall meist invasiv. Schaben bewegen sich durchweg laufend fort und sind bekannt für ihre außergewöhnliche Geschwindigkeit.

### Unterscheidung
Als Kakerlaken werden etwa auch die Braunbandschabe (Supella longipalpa), Braune Schabe (Periplaneta brunnea) und die Australische Schabe (Periplaneta australasiae) genannt.
Mit der deutschen Schabe leicht verwechselt werden die Lapplandschabe (Ectobius lapponicus), die Waldschabe (Ectobius sylvestris), die Bernstein-Waldschabe (Ectobius vittiventris) (alle drei keine Hausschädlinge), die Turkestanische Schabe (Shelfordella lateralis, synonym Blatta lateralis, Shelfordella tartara), englisch Red-Runner, auch als „Schokoschabe“ bekannt, die als Futtertier für Reptilien gezüchtet wird.

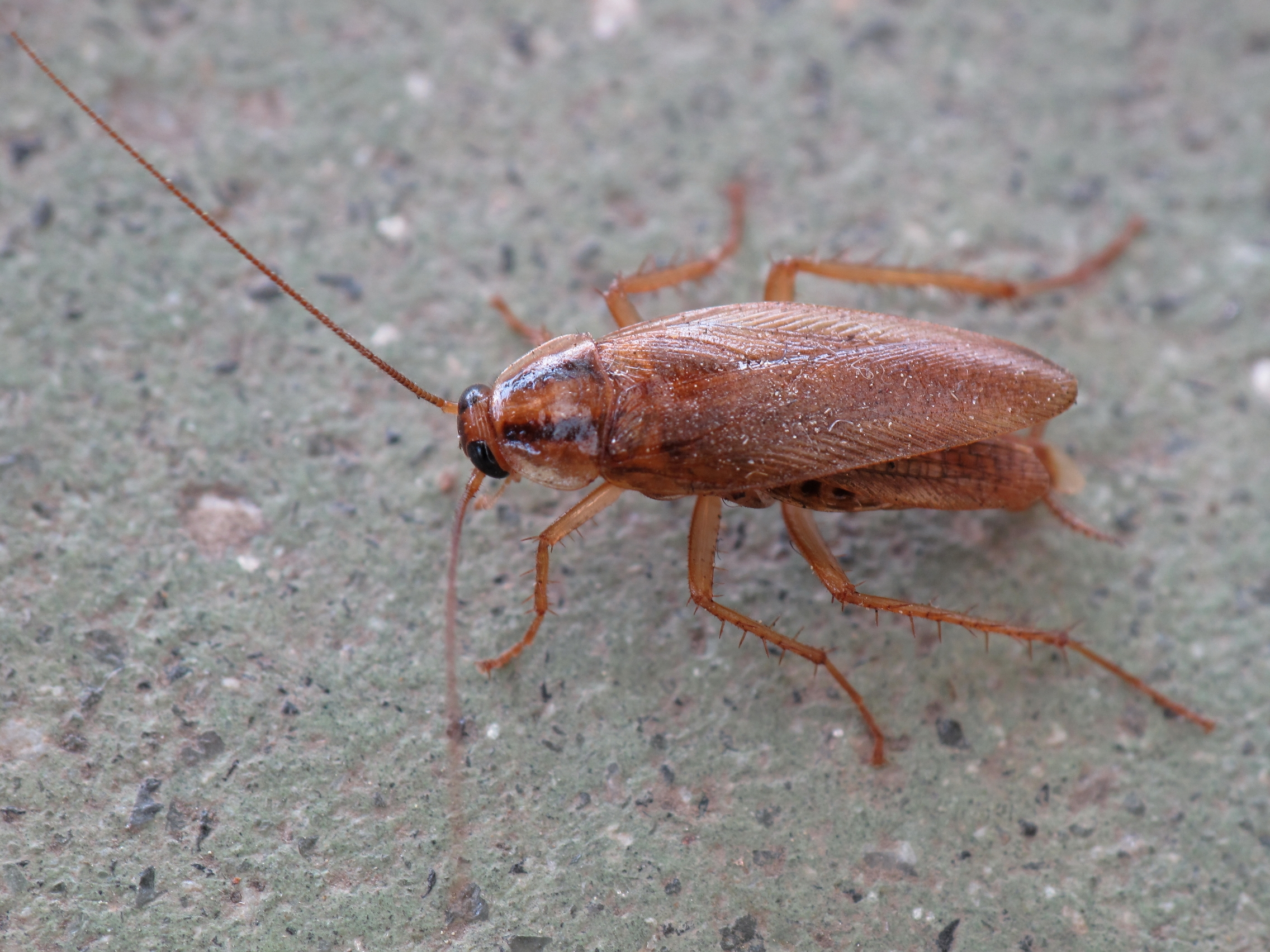
Deutsche Schabe 12–15 mm ♀♂ braun mit zwei dunklen Längsstreifen auf dem Brustteil; Flügeldecken bedecken den gesamten Körper und können sogar etwas überstehen
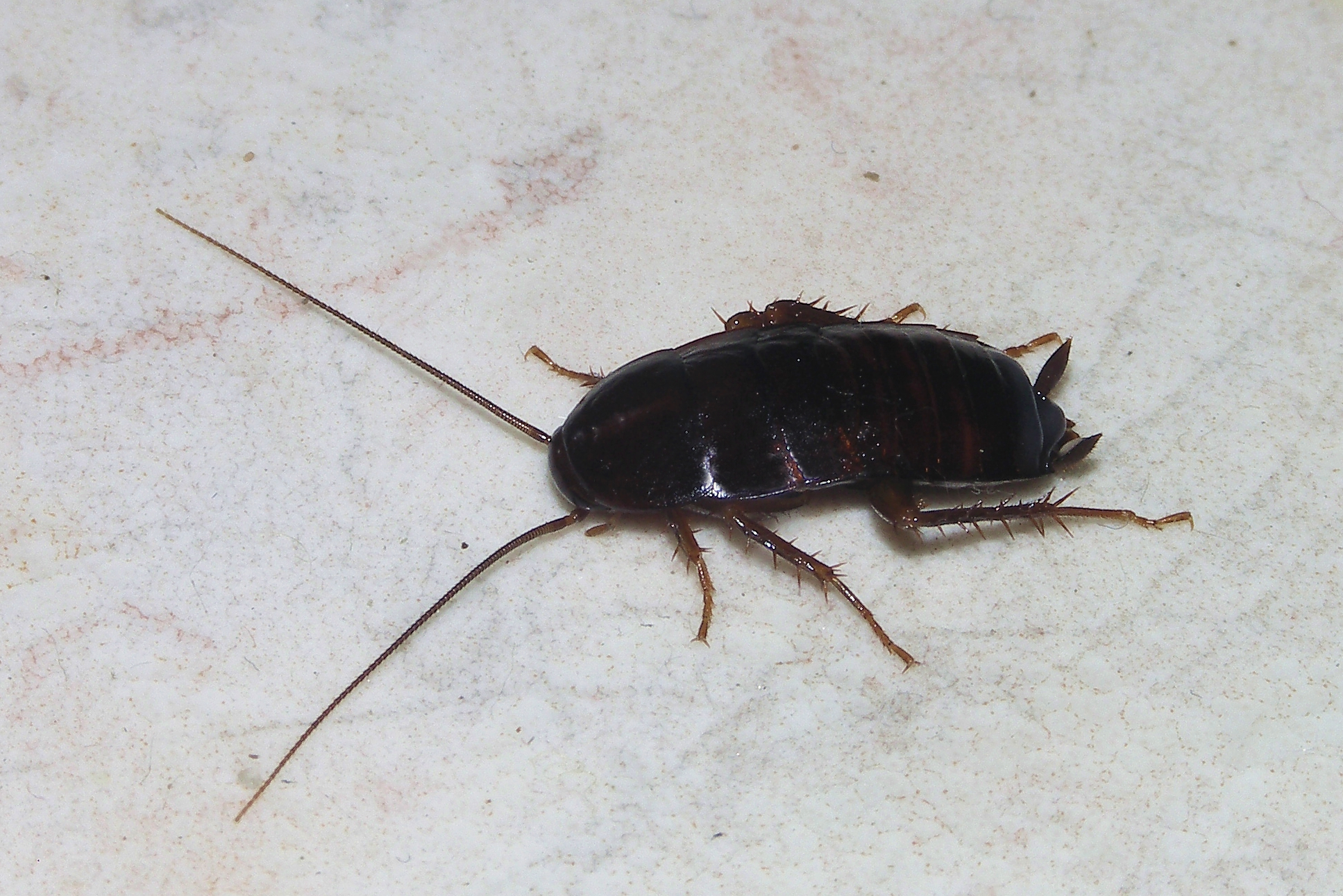
Orientalische Schabe 25–30 mm dunkelbraun bis schwarz; ♀ Flügel unterentwickelt, ♂ ca. ¾ des Hinterleibs bedeckt
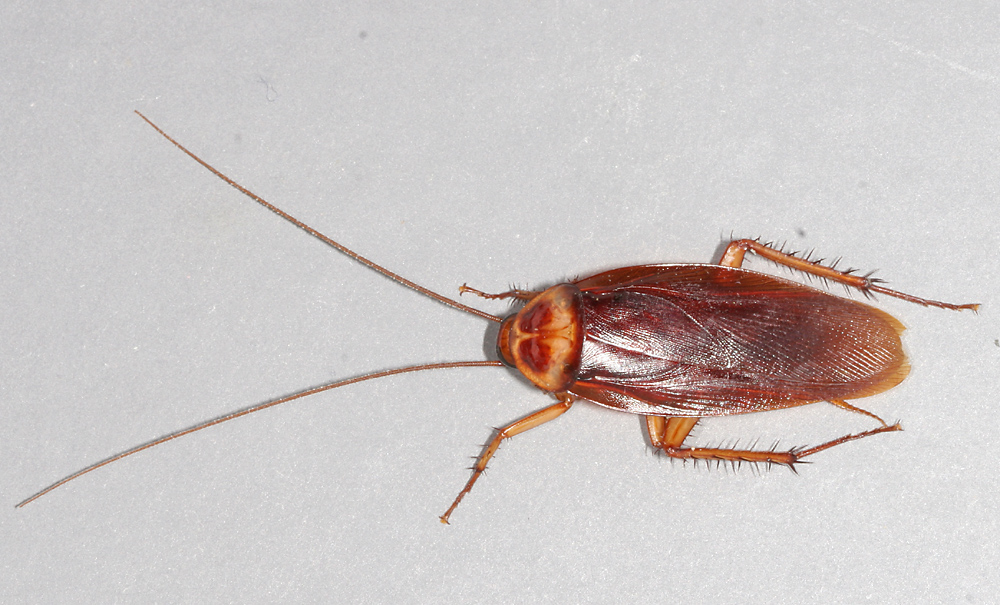
Amerikanische Schabe 28–44 mm rotbraun, mit blassgelbem Bereich auf der Vorderbrust; Flügel gut ausgebildet (flugfähig)

- Deutsche Schabe

12–15 mm

♀♂ braun mit zwei dunklen Längsstreifen auf dem Brustteil; Flügeldecken bedecken den gesamten Körper und können sogar etwas überstehen
- Orientalische Schabe

25–30 mm

dunkelbraun bis schwarz;
♀ Flügel unterentwickelt,
♂ ca. ¾ des Hinterleibs bedeckt
- Amerikanische Schabe

28–44 mm

rotbraun, mit blassgelbem Bereich auf der Vorderbrust; Flügel gut ausgebildet (flugfähig)

## Schadwirkung und Bekämpfung

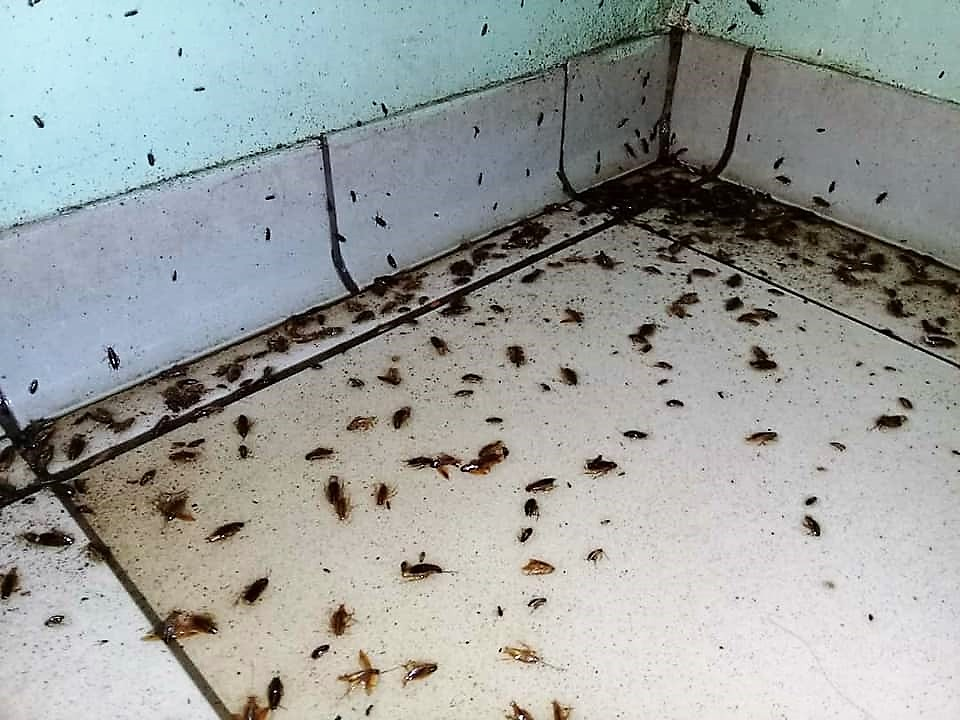
Nach dem Einsatz von Insektiziden in einem Krankenhaus in Osttimor

Die Deutsche Schabe, die Orientalische Schabe sowie die Amerikanische Schabe sind Allesfresser, die jegliches organisches Material (Textilien, Leder und Papier) verzehren, bevorzugt feuchte und weiche Materialien wie faulende Lebensmittel. Daneben übertragen sie durch ihre Lebensweise auch pathogene Keime, zum Beispiel Helicobacter pylori, Salmonellen und Parasiten wie Entamoeba histolytica und andere Darmparasiten, Würmer wie Zwergfadenwurm, Spulwurm, Peitschenwurm und Bandwürmer.
In Mitteleuropa sind die Tiere, da sie Infektionen nur verschleppen, durch die allgemein guten hygienischen Bedingungen als Vektor von Krankheiten ohne besondere Bedeutung.
Kot, Häutungs- und Speichelreste können Allergien, Ekzeme und Asthma auslösen. Bei einer Studie mit an Asthma erkrankten Kindern in den Vereinigten Staaten gehörten Allergene gegen Küchenschaben zu den häufigsten mit der Krankheit assoziierten Risikofaktoren.
Ein Kakerlakenbefall ist meist umfangreich, weil die Tiere weitgehend im Verborgenen leben und erst spät entdeckt werden. Er betrifft durchwegs zumindest ein ganzes Gebäude. Die Bekämpfung erfolgt vorwiegend professionell mit Fraßgiften.
In wissenschaftlichen Untersuchungen hat sich gezeigt, dass sowohl das ätherische Öl von Eukalyptus (globulus), als auch von Rosmarin (officinalis) – insbesondere die Kombination beider ätherischer Öle – einen abwehrenden Effekt gegen die deutsche, amerikanische und die orientalische Schabe hat. Unter anderem Eukalyptus (globulus) hatte bei Begasungsversuchen mit 15 mg des ätherischen Öls je Liter Luft eine 100%ige Toxizität gegenüber männlichen und weiblichen deutschen Schaben, bei einer Konzentration von 7,5 mg je Liter Luft wurde eine Toxizität von 100 % gegen männliche deutsche Schaben und 92,5 % gegen weibliche deutsche Schaben nachgewiesen; ebenso konnte Kontakttoxizität von ätherischem Eukalyptus (globulus) Öl gegen männliche und weibliche deutsche Schaben nachgewiesen werden (100 % bei 2 mg aufgetragenem Wirkstoff je Schabe).

## Kulturgeschichtliches
Küchenschaben-Wettrennen sind seit dem 16. Jahrhundert überliefert.
In Pulverform wurden die Küchenschaben Anfang des 20. Jahrhunderts als Mittel gegen Wassersucht eingesetzt. Das Arzneimittel hatte den Namen Tarakanpulver (lateinisch Pulvis taracanae). Den Wirkstoff bezeichnete man als Antihydropin.
Bekannt wurde die Küchenschabe durch das mexikanische Spottlied La Cucaracha, in dem ein General der Revolutionszeit als drogenabhängige Kakerlake verunglimpft wird.
Im Film Joes Apartment – Das große Krabbeln stehen im Mittelpunkt der Handlung „sprechende Kakerlaken“. In dem Film Men in Black ist der Gegner der Protagonisten eine außerirdische Schabe. In der Folge Sandkastenliebe der Fernsehserie Der letzte Zeuge werden Kakerlakenrennen thematisiert. Im Buch La Cucaracha oder die Stunde der Kakerlaken von Daniel E. Weiss spielt eine Kolonie von hochintelligenten Kakerlaken die Menschen gegeneinander aus. Im Horrorfilm Nightmare on Elm Street 4 von 1988, dem vierten Teil der berühmten Filmreihe um die Klingenhandschuh tragende Schreckgestalt Freddy Krueger, verwandelt sich ein Mädchen namens Debbie Stevens, gespielt von Schauspielerin Brooke Theiss, in eine Küchenschabe.
Im 2019 erschienenen Roman "Die Kakerlake" (orig. "The Cockroach") beschreibt der britische Schriftsteller Ian McEwan in Form einer kafkaesken Politsatire die Verwandlung einer Kakerlake in den britischen Premierminister.
Weit verbreitet ist die Geschichte, dass Küchenschaben besonders resistent seien gegenüber radioaktiver Bestrahlung. In Atomkriegszenarien des Kalten Kriegs galten sie als die letzten Überlebenden. Wie viele moderne Sagen ist auch diese unwahr. Richtig ist, dass Küchenschaben (getestet wurde Periplaneta americana) wie alle Insekten weitaus resistenter gegenüber Strahlungsschäden sind als der Mensch. Im Vergleich zu anderen Insekten sind aber Schaben eher weniger resistent. Die Legende geht zurück auf ein missverstandenes Zitat des renommierten amerikanischen Genetikers H. Bentley Glass aus dem Jahr 1961, das in einer ihm fälschlich wörtlich zugeschriebenen Variante ein Eigenleben entwickelte.

## Nachweise
1. 1 2  Blattidae. Fauna Europaea, Version 2.6.2, 29. August 2013, abgerufen am 19. Mai 2021.
2. ↑  Wir leben mit Kakerlaken. In: IVA-Magazin. 9. Mai 2005. Industrieverband Agrar. Abgerufen am 19. Mai 2021.
3. ↑  A. Cloarec, C. Rivault, F. Fontaine, A. Le Guyader: Cockroaches as carriers of bacteria in multi-family dwellings. In: Epidemiology & Infection 109  (1993), Nr. 3, S. 483–490. doi:10.1017/S0950268800050470
4. ↑  Shigeyoshi Imamura, Masakazu Kita, Yoshio Yamaoka, Toshiro Yamamoto, Atsushi Ishimaru, Hideyuki Konishi, Naoki Wakabayashi, Shoji Mitsufuji, Takeshi Okanoue, Jiro Imanishi: Vector Potential of Cockroaches for Helicobacter pylori Infection. In: American Journal of Gastroenterology 98 (2003), Nr. 7, S. 1500–1503. doi:10.1016/S0002-9270(03)00298-3
5. ↑  Hossein Fathpour, Giti Emtiazi, Elham Ghasemi: Cockroaches as Reservoirs and Vectors of Drug Resistant Salmonella spp. In: Iranian Biomedical Journal 7 (2003), Nr. 1, S. 35–38.
6. ↑  Y. M. Tatfeng, M. U. Usuanlele, A. Orukpe, A. K. Digban, M. Okodua, F. Oviasogie, A. A. Turay: Mechanical transmission of pathogenic organisms: the role of cockroaches. In: Journal of Vector Borne Diseases 42 (2005), S. 129–134.
7. ↑  Pennapa Chamavit, Panupong Sahaisook, Nunthawadee Niamnuy: The majority of cockroaches from the Samutprakarn province of Thailand are carriers of parasitic organisms. In: Experimental and Clinical Sciences 10 (2011), S. 218–222. PMID 27857676.
8. ↑  M. Faulde, G. Hoffmann: Vorkommen und Verhütung vektorassoziierter Erkrankungen des Menschen in Deutschland unter Berücksichtigung zoonotischer Aspekte. In: Bundesgesundheitsblatt 44 (2001), Nr. 2, S. 116–136, doi:10.1007/s001030050422.
9. ↑  G. Liccardi, M. Cazzola, M. d’Amato, G. d’Amato: Pets and cockroaches: two increasing causes of respiratory allergy in indoor environments. Characteristics of airways sensitization and prevention strategies. In: Respiratory Medicine 94 (2000), Nr. 11, S. 1109–1118. doi:10.1053/rmed.2000.0922
10. ↑  Peyton A. Eggleston, Luisa Karla Arruda: Ecology and elimination of cockroaches and allergens in the home. In: Journal of Allergy and Clinical Immunology 107 (2001), S. 422–429. doi:10.1067/mai.2001.113671
11. ↑  David L. Rosenstreich, Peyton Eggleston, Meyer Kattan, Dean Baker, Raymond G. Slavin, Peter Gergen, Herman Mitchell, Kathleen McNiff-Mortimer, Henry Lynn, Dennis Ownby, Floyd Malveaux (National Cooperative Inner-City Asthma Study): The Role of Cockroach Allergy and Exposure to Cockroach Allergen in Causing Morbidity among Inner-City Children with Asthma. In: New England Journal of Medicine 336 (1997), S. 1356–1363. doi:10.1056/NEJM199705083361904
12. ↑  Idin Zibaee, Pooya Bahari Khorram, Majid Hamoni: Evaluation of repellent activity of two essential oils and their mixed formulation against cockroaches (Dictyoptera: Blattidae, Blattellidae) in Iran. In: Journal of Entomology and Zoology Studies. Band 4, Nr. 4, 2016, ISSN 2320-7078, S. 106–113 (entomoljournal.com [abgerufen am 27. Juni 2022]).
13. ↑  Hwa-Jeong Yeom, Jaesoon Kang, Sung-Woong Kim, Il-Kwon Park: Fumigant and contact toxicity of Myrtaceae plant essential oils and blends of their constituents against adults of German cockroach (Blattella germanica) and their acetylcholinesterase inhibitory activity. In: Pesticide Biochemistry and Physiology. Band 107, Nr. 2, 1. Oktober 2013, ISSN 0048-3575, S. 200–206, doi:10.1016/j.pestbp.2013.07.003 (sciencedirect.com [abgerufen am 27. Juni 2022]).
14. ↑  Lit. Sprado 2012; Angabe nach Die unkaputtbare Küchenschabe. (Memento vom 17. Dezember 2013 im Internet Archive)  (Rezension des Buches) In: Kurier.at. 11. April 2012 (offline).
15. ↑  Tarakanpulver. In: Adolf Beythien, Ernst Dressler (Hrsg.): Merck’s Warenlexikon für Handel, Industrie und Gewerbe. 7. Auflage. Gloeckner, Leipzig 1920 (Nachdruck: Manuscriptum, Recklinghausen 1996, ISBN 3-933497-13-2).
16. ↑  Daniel Evan Weiss: La Cucaracha oder Die Stunde der Kakerlaken. ISBN 3-442-09578-6.
17. ↑  Atomziel New York: Chance für Schaben. In: Der Spiegel. 20. Oktober 1980, abgerufen am 23. Juni 2021.
18. ↑  Mary Berenbaum: Rad Roaches. In: American Entomologist 47 (2001), Nr. 3, S. 132–133. doi:10.1093/ae/47.3.132; populärer: Mary Berenbaum: The Nuclear Cockroach. In: The Earwig’s Tail: A Modern Bestiary of Multi-legged Legends. Harvard University Press, 2009, ISBN 978-0-674-05356-4, S. 96–101.
19. ↑  Sarah Brady Siff: Atomic Roaches and Test-Tube Babies: Bentley Glass and Science Communication. In: Journalism & Communication Monographs 17 (2015), Nr. 2, S. 88–144 doi:10.1177/1522637915577107.